# ويلبر أولين هيدريك
ويلبر أولين هيدريك (بالإنجليزية: Wilbur Olin Hedrick)‏ هو اقتصادي أمريكي، ولد في 1868، وتوفي في 10 يونيو 1954.